# Kolleru
El Kolleru o Kolar és un llac natural el més important del sud de l'Índia, situat a Andhra Pradesh, entre els deltes dels rius Kistna i Godavari. Està situat a 16° 37′ N, 81° 40′ E / 16.617°N,81.667°E. En temps de sequera es poden veure alguns pobles que van quedar inundats pel llac

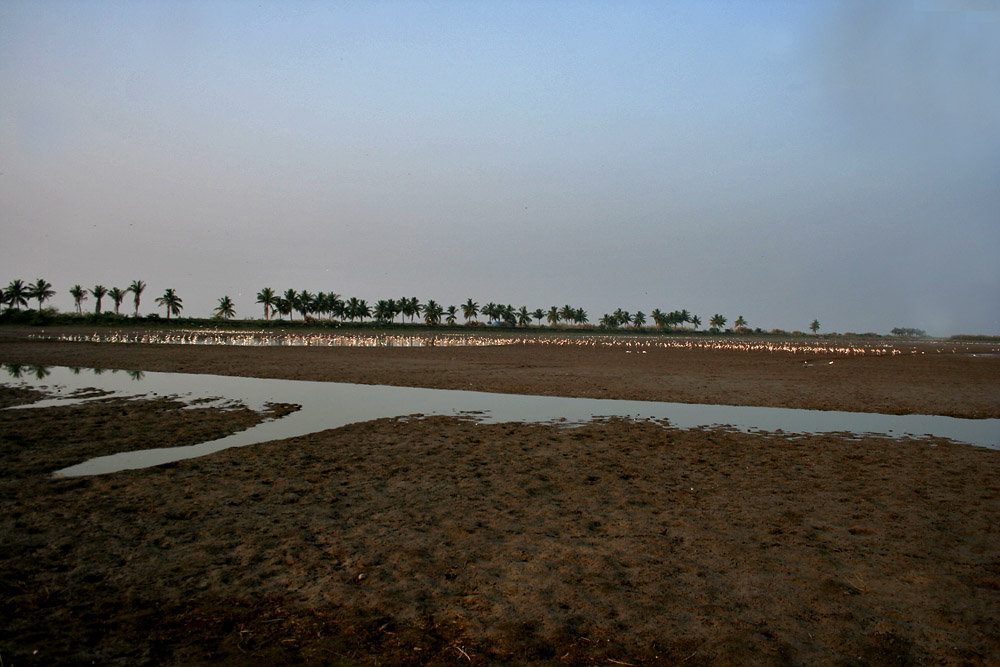
Aus al llac

La seva superfície arriba al temps del monsó fins a 250 km² però es redueix força al temps de sequera i alguna vegada s'arribà pràcticament a assecar. L'alimenten tres rierols que venen dels Ghats Orientals, el Budimeru, el Tamileru, i el Weyyeru. Les aigües deixen el llac per dos branques conegudes com a Perantala Kanama i Juvir Kanama, que passen al Upputeri (Riu de la Sal) que desaigua a la mar.
Hi ha abundància de peixos i aus aquàtiques. Es calcula que vint milions d'aus migratòries hi arriben cada any i el 1991 308 km² foren declarats santuari d'animals. Inclou algunes illes fèrtils i ben cultivades amb 26 pobles.
S0han torbat a l'entorn taules de coure dels pallaves. Es creu que la dinastia de reis d'Orissa va tenir un fort a Kolleti Kota a una de les illes orientals del llac. Aquesta fortalesa fou atacada pels musulmans que van acampar a Chiguru Kota a la vora del llac. Els atacants van fer un canal anomenat Upputeru, que va portar les aigües del llac a mar; el general que defensava el fort va sacrificar a la seva filla Perantala Kanama,. El seu nom el porta el punt pel que se suposa que es va produir l'atac.